# باشگاه والیبال زنیت کازان
باشگاه والیبال زنیت کازان (به انگلیسی: VC Zenit-Kazan) باشگاه حرفه‌ای والیبال مستقر در کازان، روسیه است. زنیت کازان در ۱۳ مه ۲۰۰۰ تأسیس شد و از سال ۲۰۰۷ به عنوان قدرت اول والیبال باشگاهی روسیه مطرح شد. زنیت کازان در سال‌های ۲۰۰۸، ۲۰۱۲ و ۲۰۱۵ قهرمانی لیگ قهرمانان اروپا را به دست آورد و در سال ۲۰۰۷ اولین قهرمانی خود را در سوپر لیگ روسیه به دست آورد و این قهرمانی را از سال ۲۰۰۹ تا ۲۰۱۲ تکرار کرد. و۱قهرمانی جام باشگاهای جهان درسال ۲۰۱۷ به دست. آورد زنیت کازان از باشگاه‌های متمول و پرطرفدار محسوب می‌شود.

## ترکیب کنونی
| شماره پیراهن | ملیت      | بازیکن              | تاریخ تولد              | قد (سانتی‌متر) | پست                   |
| ------------ | --------- | ------------------- | ----------------------- | ------------- | --------------------- |
| 3            | روسیه     | نیکولای آپالیکوف    | ۲۶ اوت ۱۹۸۲ ‏(۴۲ سال)    | 203           | مدافع میانی           |
| 4            | روسیه     | ایوان دماکوف        | ۶ ژانویهٔ ۱۹۹۳ ‏(۳۲ سال)  | 209           | مدافع میانی           |
| 6            | روسیه     | اوگنی سیوژلز        | ۸ ژوئن ۱۹۸۶ ‏(۳۸ سال)    | 196           | دریافت کننده قدرتی    |
| 7            | بلغارستان | تئودور سالپاروف     | ۱۶ اوت ۱۹۸۲ ‏(۴۲ سال)    | 187           | لیبرو                 |
| 10           | روسیه     | سمن دیمیتریف        | ۱۴ ژانویهٔ ۱۹۹۴ ‏(۳۱ سال) | 200           | دریافت کننده قدرتی    |
| 11           | روسیه     | آندری آشچف          | ۱۰ مهٔ ۱۹۸۳ ‏(۴۱ سال)     | 202           | مدافع میانی           |
| 12           | روسیه     | ویکتور پلتیف        | ۲۷ ژوئیهٔ ۱۹۹۵ ‏(۲۹ سال)  | 193           | پشت خط زن / قطر پاسور |
| 13           | روسیه     | ایگور کوبزار        | ۱۳ آوریل ۱۹۹۱ ‏(۳۳ سال)  | 196           | پاسور                 |
| 14           | روسیه     | الکاساندر گوتسالیوک | ۱۵ ژانویهٔ ۱۹۸۸ ‏(۳۷ سال) | 204           | مدافع میانی           |
| 15           | روسیه     | الکسی اسپریدونوف    | ۲۶ ژوئن ۱۹۸۸ ‏(۳۶ سال)   | 196           | پشت خط زن / قطر پاسور |
| 16           | روسیه     | الکسی وربوف         | ۳۱ ژانویهٔ ۱۹۸۲ ‏(۴۳ سال) | 183           | لیبرو                 |
| 17           | روسیه     | ولادیسلاو بابیچف    | ۱۸ فوریهٔ ۱۹۸۱ ‏(۴۴ سال)  | 185           | لیبرو                 |
| 18           | روسیه     | ماکسیم میخائیلوف    | ۱۹ مارس ۱۹۸۸ ‏(۳۶ سال)   | 202           | پشت خط زن / قطر پاسور |

سرمربی: ولادیمیر الکنو  روسیه

## نام
- دینامو کازان ۲۰۰۰–۲۰۰۴
- دینامو تاترانس گاز کازان ۲۰۰۴–۲۰۰۸
- زنیت کازان ۲۰۰۸-

## دست‌آوردها
- سوپر لیگ روسیه (۶)
- قهرمان: ۲۰۰۷, ۲۰۰۹, ۲۰۱۰, ۲۰۱۱, ۲۰۱۲, ۲۰۱۴
- نایب قهرمان: ۲۰۰۴, ۲۰۰۵, ۲۰۰۸
- جام حذفی روسیه (۳)
- قهرمان: ۲۰۰۴, ۲۰۰۷, ۲۰۰۹
- سوپر جام روسیه (۳)
- قهرمان: ۲۰۱۰, ۲۰۱۱, ۲۰۱۲
- لیگ قهرمانان اروپا (۳)
- قهرمان: ۲۰۱۲, ۲۰۰۸, ۲۰۱۵
- نایب قهرمان: ۲۰۱۱

## بازیکنان قابل توجه
- ۲۰۰۲–۲۰۰۶  روسلان اولیخور
- ۲۰۰۴–۲۰۰۷  ایگور شولپف
- ۲۰۰۶–۲۰۰۷  وادیم خوموتکیخ
- ۲۰۰۶–۲۰۱۰  کلیتون استنلی
- ۲۰۰۶–۲۰۱۱  لویی بال
- ۲۰۰۶–۲۰۰۸;۲۰۰۹–۲۰۱۱  سرگئی تتیوخین
- ۲۰۰۶–۲۰۰۸;۲۰۱۰–۲۰۱۱  آندری اگورچف
- ۲۰۰۷–۲۰۰۸  الکساندر گراسیموف
- ۲۰۰۷–۲۰۰۹;۲۰۱۱–۲۰۱۳  الکسی اوبمچیف
- ۲۰۰۹–۲۰۱۰;۲۰۱۳–۲۰۱۴  الکسی وربوف
- ۲۰۱۰–۲۰۱۲  رید پریدی
- ۲۰۱۱–۲۰۱۳  والریو ورمیلیو
- ۲۰۱۰-?  ماکسیم میخائیلوف
- ۲۰۱۱-?  الکساندر ولکوف
- ۲۰۱۳-?  مت اندرسون
- ۲۰۱۳–۲۰۱۴  لوکاش ژیگادلو
- ۲۰۱۳–۲۰۱۴  نیکولا گربیچ
- ۲۰۱۴-?  ویلفردو لئون
- ۲۰۱۵_  سعید معروف